# Stanisław Szwed (1894–1984)
Stanisław Jan Szwed (ur. 19 października 1894 w Zagórzu, zm. 4 września 1984 w Sanoku) – major rezerwy artylerii Wojska Polskiego, kawaler Orderu Virtuti Militari, działacz narodowy i samorządowy, burmistrz Wołożyna 1929-1937, poseł na Sejm II RP 1938-1939, oficer NOW.

## Życiorys
Stanisław Jan Szwed urodził się 19 października 1894 w Zagórzu jako jedno z 13 dzieci Jana (woźny kolejowy w Zagórzu) i Weroniki z domu Krzak. Był bratem m.in. Ludwika (ur. 1892), Władysława (1896-1988), Edwarda (1904-1982), Heleny (ur. 1908), Franciszka (1911-1989). Rodzice przenieśli się do Zagórza z okolic Żywca w 1889. Ojciec rodziny Jan pracował jako dróżnik na kolei w Zasławiu, potem w Zagórzu. Gospodarował na 10-morgowym gospodarstwie, z czego tylko trzy były jego własnością, a resztę dzierżawił od dworu i bogatszych gospodarzy. Dzieci pomagały rodzicom w prowadzeniu gospodarstwa, wszystkie z nich ukończyły szkołę powszechną, część gimnazjum w Sanoku, sześcioro studia wyższe.
W Zagórzu uczył się w szkole powszechnej. Następnie kształcił się w C. K. Gimnazjum w Sanoku, gdzie w 1913 zdał egzamin dojrzałości (wraz z nim do klasy uczęszczali m.in. Władysław Brzozowski, Jan Bratro, Roman Ślączka, Władysław Zaleski). W okresie nauki w listopadzie 1911 założył w Zagórzu dwa patrole skautowe i objął funkcję drużynowego. Od tego roku w rodzinnym mieście należał też do drużyny liniowej „Sokoła”. Pierwotnie rozpoczął studia na akademii handlowej. Po maturze podjął studia prawnicze na Wydziale Prawa i Administracji Uniwersytetu Jagiellońskiego.
Po wybuchu I wojny światowej wcielony z poboru do C. K. Armii 16 sierpnia 1914. W jej szeregach służył od 24 września 1914 służył w jej szeregach. Służył w szeregach 30 pułku armat polowych, w którym kończył kurs oficerów rezerwy artylerii. W sierpniu 1915 został przydzielony do 9 pułku piechoty, w składzie którego 22 września 1915 pod Żydyczynem został ciężko ranny w prawą rękę. Został mianowany na stopień podporucznika ze starszeństwem z dniem 1 sierpnia 1916 w korpusie oficerów rezerwy artylerii polowej i górskiej. Do 1918 jego oddziałem macierzystym była jego pierwotna jednostka (30 pap), przemianowana na Pułk Armat Polowych Nr 24. W trakcie leczenia w Krakowie kontynuował studia na UJ. Po wyjściu ze szpitala pracował w służbie administracyjnej przez 12 miesięcy aż do 31 października 1918. W międzyczasie zdał na studiach dwa egzaminy rządowe i 18 lipca 1918 uzyskał absolutorium.
Od 1 listopada 1918 służył jako ochotnik w Wojsku Polskim. Do 15 listopada 1918 służył w Dowództwie Okręgu Warszawa. Od 16 listopada 1918 do 7 stycznia 1919 uczestniczył w wojnie polsko-ukraińskiej biorąc udział w obronie Żurawicy i w walkach o Przemyśl. Pozostawał pod rozkazami kpt. Michała Tokarzewskiego-Karaszewicza, wtedy dowodzącego 5 pułkiem Piechoty Legionów i brał udział w pierwszej odsieczy dla walczącego Lwowa i późniejszej obronie tego miasta. Od 8 stycznia 1919 do 21 listopada 1921 służył w załodze pociągu pancernego nr 10 „Pionier”. Od początku tej służby był dowódcą artylerii pociągu. Formalnie został przyjęty do Wojska Polskiego 7 lipca 1919 z zatwierdzeniem posiadanego stopnia podporucznika ze starszeństwem z 1 sierpnia 1916, zaliczony do I Rezerwy armii z równoczesnym powołaniem do służby czynnej na czas wojny i przydzielony do pociągu pancernego „Pionier”. Do sierpnia 1919 pełnił funkcję zastępcy dowódcy p.p. „Pionier”, a następnie od 12 sierpnia 1919 był dowódcą tegoż aż do czasu likwidacji w Armii Frontu Południowego w listopadzie 1921. Na stanowisku zastępcy dowódcy „Pioniera” w walkach z Ukraińcami brał udział w walkach o odblokowanie linii kolejowej Przemyśl–Niżankowice–Lwów, a potem w trakcie wojny polsko-bolszewickiej w lipcu 1920 już jako dowódca „Pioniera” walczył na Wołyniu i osłaniał wycofującą się w kierunku Lwowa 18 Dywizję Piechoty przed sowiecką 1 Armią Konną). 19 stycznia 1921 został zatwierdzony z dniem 1 kwietnia 1920 w stopniu porucznika, w artylerii, w grupie oficerów byłej armii austro-węgierskiej. 1 czerwca 1921 nadal pełnił służbę w Pociągu Pancernym Nr 10, a jego oddziałem macierzystym był 6 Pułk Artylerii Polowej. W okresie pokoju pozostawał nadal dowódcą „Pioniera” do 22 lutego 1922. Z dniem 22 lutego 1922 został przeniesiony do rezerwy i przydzielony w rezerwie do 6 pap w Krakowie. Za swoje czyny wojenne na stanowisku dowódcy pp „Pionier” otrzymał Order Virtuti Militari.
Od września 1922 był osadnikiem wojskowym i otrzymał gospodarstwo rolne o pow. 20 ha we wsi Skrobowszczyzna w powiecie wołożyńskim na obszarze województwie nowogródzkim. 8 stycznia 1924 został zatwierdzony w stopniu porucznika ze starszeństwem z 1 czerwca 1919 i 287. lokatą w korpusie oficerów rezerwy artylerii. Posiadał wówczas przydział w rezerwie do 1 pułku artylerii górskiej w Nowym Sączu. Następnie został zweryfikowany w stopniu kapitana ze starszeństwem z dniem 1 czerwca 1919 i 570. lokatą w korpusie oficerów artylerii. W 1934 był kapitanem rezerwy artylerii przydzielonym do 1 pułku artylerii lekkiej Legionów i pozostawał wówczas w ewidencji Powiatowej Komendy Uzupełnień Lida. Na stopień majora został mianowany 1 czerwca 1939 ze starszeństwem z 19 marca 1939 i 7. lokatą w korpusie oficerów rezerwy artylerii.
W życiu cywilnym pracował na swojej osadzie. W powiecie wołożyńskim organizował kółek rolniczych. Od listopada 1924 był członkiem zarządu i księgowym Spółdzielni Kasy Stefczyka w Wołożynie. Był organizatorem i prezesem rady nadzorczej Spółdzielni „Rolnik Kresowy” w Wołożynie. W tym mieście działał w Kole Rezerwistów (przez pierwsze dwa lata był prezesem zarządu) i Powiatowym Związku Osadników (członek zarządu, od 1927 prezes). Od 1 czerwca 1929 do września 1937 sprawował urząd burmistrza Wołożyna. Od września 1937 do 17 września 1939 był dyrektorem Komunalnej Kasy Oszczędności powiatu wołożyńskiego. Z ramienia Obozu Zjednoczenia Narodowego został wybrany posłem na Sejm V kadencji (1938–1939) tj. ostatniej w II Rzeczypospolitej.
Po wybuchu II wojny światowej przebywał w Wołożynie do czasu agresji ZSRR na Polskę 17 września 1939. Następnie przedostał się do będącego już pod okupacją niemiecką rodzinnego Zagórza, gdzie przebywał od października 1939 do 20 kwietnia 1940. W tym czasie prowadził sklep spożywczy. Następnie do czerwca prowadził sklep w Rembertowie. Potem mieszkał w Warszawie i w Krakowie. Należał do tajnej organizacji wojskowej. Od 1 czerwca 1949 należał do Narodowej Organizacji Wojskowej. Pełnił funkcję komendanta podokręgu na miasto Kraków od 1 lipca 1940 do 19 czerwca 1942. W konspiracji przyjął pseudonim „Horawski”. Wraz z bratem Ludwikiem został aresztowany przez gestapo pod zarzutem przynależności do tajnej organizacji i od 20 czerwca 1942 do 5 lutego 1942 był osadzony w więzieniu Montelupich w Krakowie. 5 lutego 1943 obaj zostali osadzeni w niemieckim obozie koncentracyjnym Auschwitz-Birkenau. Stanisław otrzymał tam numer obozowy 100429, a Ludwik 100428. Przebywali tam do 31 sierpnia 1944, a 1 września 1944 zostali przeniesieni do obozu w Ravensbrück, gdzie w obozie dla mężczyzn (Männerlager) otrzymał numer obozowy 9839. Przybywał tam do 3 maja 1945, po czym w czasie transportu z KL Ravensbrück do KL Neuengamme został uwolniony przez wojska amerykańskie pod Schwerinem (jego brat Ludwik także przeżył wojnę). Do 6 grudnia 1946 przebywał w obozie dla byłych jeńców oficerów WP w Henstedt pod Hamburgiem
8 grudnia 1946 powrócił do Polski. 13 stycznia 1947 osiadł w Szczecinie. Przez dwa lata pracował na stanowisku kierownika sprzedaży w hurtowni „Karmel” Spółdzielni Osadników Wojskowych do 15 marca 1949. Następnie był dyrektorem Oddziału Wojewódzkiego Kasy Targowej (bank rozrachunków rynku miejskiego) od 16 marca 1949 aż do przejęcia przez Narodowy Bank Polski w październiku 1950, po czym pełnił funkcję likwidatora tego oddziału do 31 maja 1952. Od 6 czerwca 1952 do 31 marca 1964 sprawował stanowisko kierownika finansowego w Przedsiębiorstwie Państwowym „Miejski Handel Mięsem” (MHM). Z dniem 1 kwietnia 1964 przeszedł na emeryturę.
W Szczecinie 30 czerwca 1949 wstąpił do Związku Bojowników o Wolność i Demokrację, a w 1974 przeniesiony z tamtejszego oddziału do koła ZBoWiD w Sanoku. W 1974 jako emeryt pozostawał w stopniu majora rezerwy artylerii. W 1976 otrzymał zaświadczenie kombatanta. Był autorem Pamiętnika (zachowany rękopis liczy 79 stron i obejmuje lata 1910-1975).
Jeszcze w Szczecinie zamieszkiwał z poślubioną żoną (przy ul. Matejki). Już jako emerytowany księgowy osiadł w Sanoku, gdzie wraz z żoną mieszkał przy ul. Głowackiego 1. Jego żoną była Emilia z domu Porębska (ur. 4 listopada 1909 w Zagórzu, przedwojenna harcerka, podczas II wojny zesłana w głąb ZSRR, po wojnie urzędniczka, zm. 26 maja 1984 w Katowicach). Oboje mieli syna Jerzego Stanisława (ur. 1931). Stanisław Szwed zmarł 4 września 1984 w Sanoku. Został pochowany na cmentarzu przy ul. Jana Matejki w Sanoku 7 września 1984, gdzie wcześniej spoczęła jego żona.

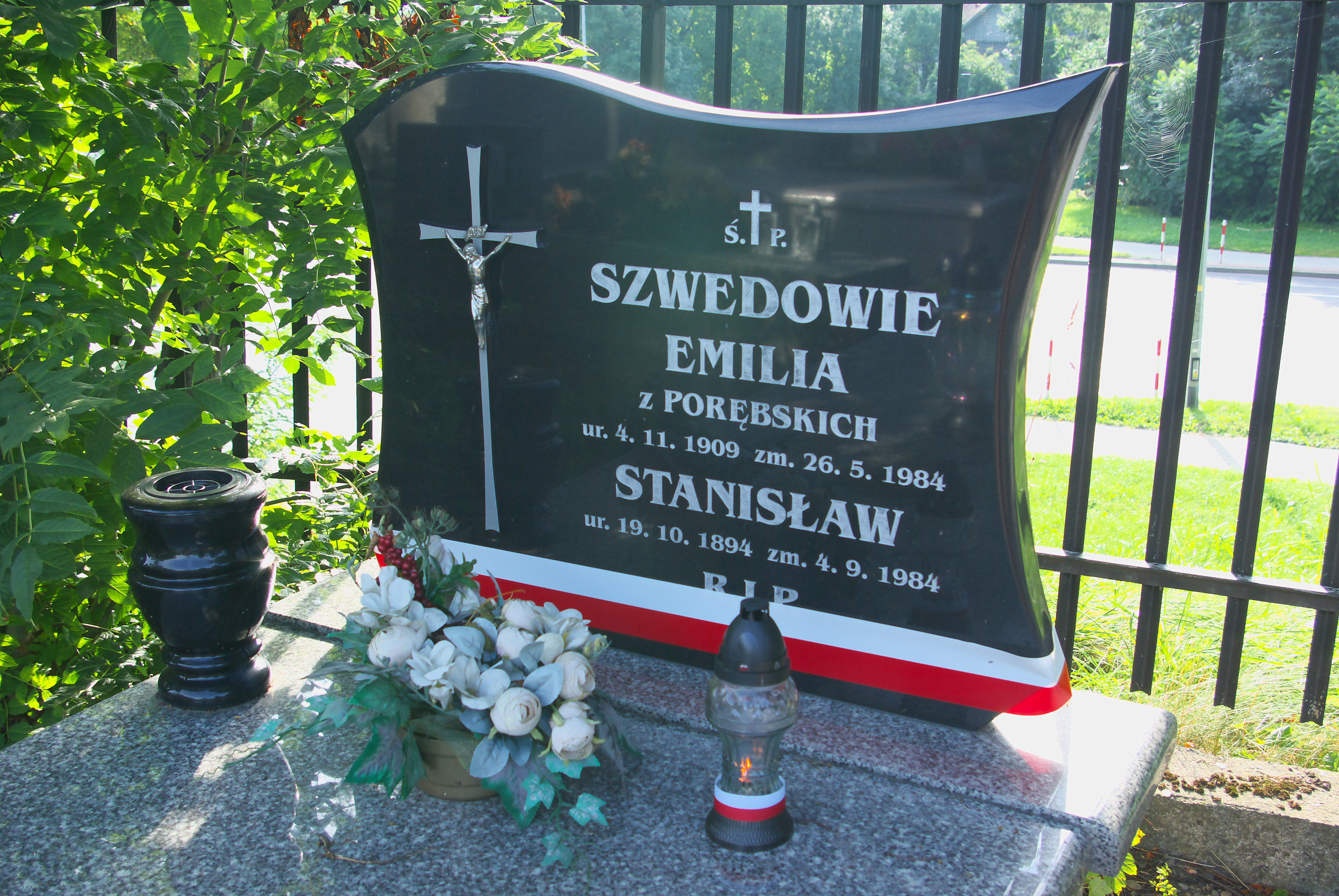
Udekorowany nagrobek Emilii i Stanisława Szwedów w Sanoku w dzień setnej rocznicy bitwy warszawskiej (15 sierpnia 1920)

## Ordery i odznaczenia
- Krzyż Srebrny Orderu Wojskowego Virtuti Militari nr 5177 (28 lutego 1922[55], „za dobrą organizację obrony przed bolszewikami w lipcu 1920”)[17][20][56]
- Złoty Krzyż Zasługi (1938)[8]
- Krzyż Armii Krajowej – nr 3627 (17 października 1969)[57]
- Medal Zwycięstwa i Wolności 1945 (28 września 1970)[57]
- Srebrna Odznaka Honorowa Gryfa Pomorskiego (8 lipca 1958)[58]
- Złota Odznaka Związku Zawodowego Pracowników Handlu i Spółdzielczości (14 października 1967)[58]
- Złota Odznaka Krajowej Rady P.O.D. (9 sierpnia 1967)[58]